# Voltes de la plaça de la Llibertat (Besalú)
La Plaça de la Llibertat és un plaça del municipi de Besalú (Garrotxa). Principalment destaquen dos edificis importants a la Plaça de la Llibertat: la Casa de la Vila i l'antic Palau de la cúria. Cada dimarts s'hi celebra mercat. Els porxos de la plaça formen part de l'Inventari del Patrimoni Arquitectònic de Catalunya.

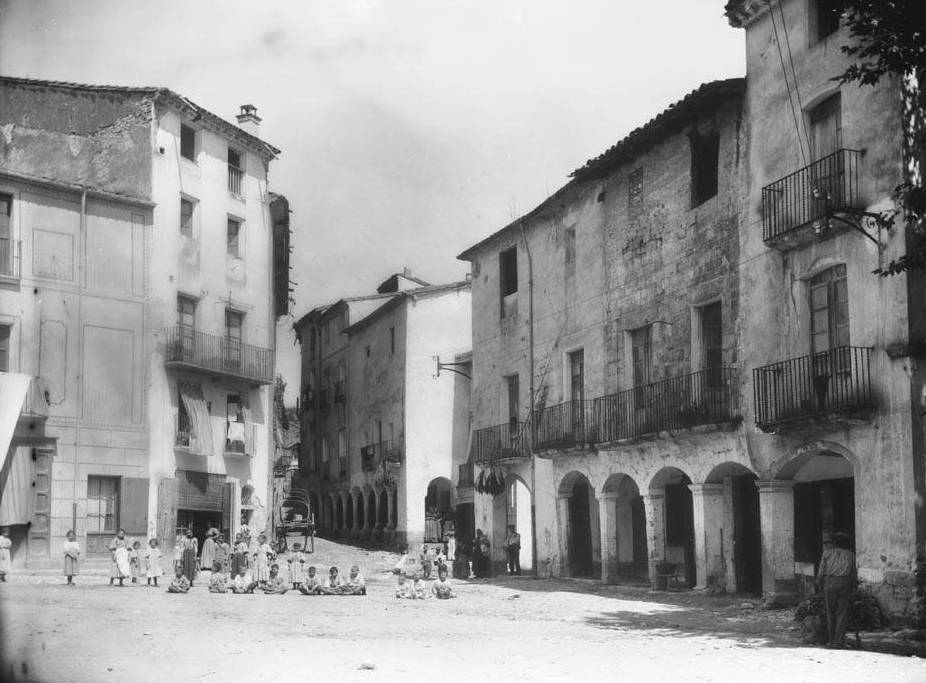
La plaça en una foto d'entre 1888 i 1914

## Descripció
És una plaça quadrangular i espaiosa, tres del seus contorns tenen porxos formats per arcs semicirculars desiguals per haver estat construïts en diferents èpoques. El quart cantó, entre el carrer Major i el carrer Tallaferro no hi ha arcs. Cal destacar especialment una arcada molt més estreta que les altres perquè està sota un edifici de reduïda amplada, així com un capitell amb motius florals o potser amb un escut que es troba en l'arc lateral que comunica les voltes amb el carrer del Portalet. Els arcs són diferents entre ells pel fet d'haver estat construïts en diferents èpoques